# Muzeum Guggenheima w Bilbao
Muzeum Guggenheima – hiszpańskie muzeum sztuki współczesnej, mieszczące się w Bilbao, w budynku zaprojektowanym przez Franka O. Gehry’ego. Przestrzeń ekspozycyjna muzeum obejmuje ok. 11 000 m². W swoich zbiorach posiada ono m.in. prace Eduardo Chillidy, Andy Warhola, Willema de Kooning i Roberta Rauschenberga.

## Historia
Idea stworzenia muzeum powstała w lutym 1991 roku, kiedy to rząd Kraju Basków skontaktował się z Fundacją Solomona R. Guggenheima, proponując współpracę nad stworzeniem muzeum, które byłoby częścią sieci Fundacji. Porozumienie w tej sprawie osiągnięto w grudniu, natomiast prace nad stworzeniem budynku rozpoczęły się w 1994 roku. Stworzenie muzeum miało być w zamierzeniu władz jednym ze sposobów wyciągnięcia Bilbao z kryzysu, w który miasto popadało od śmierci Franco w 1975 – po upadku miejscowego przemysłu miasto borykało się m.in. ze znacznym poziomem bezrobocia. Muzeum otwarto 19 października 1997 roku. Wydarzenie to rzeczywiście wywarło wpływ na miasto – w ciągu dwóch pierwszych lat istnienia muzeum odwiedziło je ponad 2,6 mln osób, z czego 80% specjalnie przyjechało do miasta lub przedłużyło swój pobyt w nim w tym celu; ponadto Muzeum stworzyło wtedy ok. 9000 nowych miejsc pracy.

## Budynek
Dekonstruktywistyczny budynek Gehry’ego ma powierzchnię 24 000 m². Zbudowany jest m.in. z blachy tytanowej i szkła. Ma dynamiczną formę, składa się z powyginanych elementów, falistych linii i płynnych form. Do zaprojektowania tego typu konstrukcji posłużono się programem komputerowym CATIA, używanym w przemyśle lotniczym. Na budynek składa się m.in. atrium, wokół którego rozmieszczone są trzy piętra wystawowe.

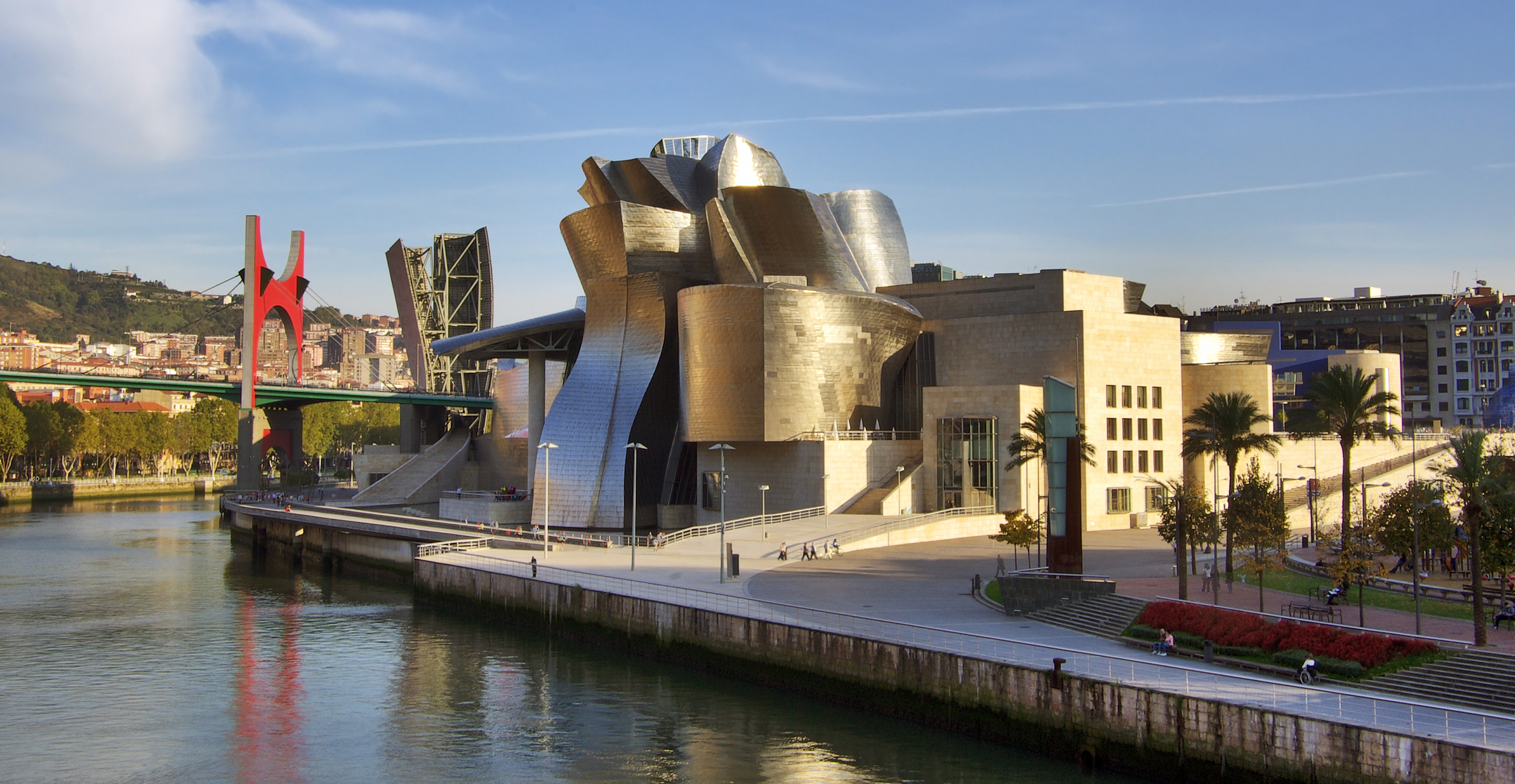
Muzeum Guggenheima